# Fotonaponska ploča
Fotonaponska ploča ili solarni panel se sastoji od grupe sunčevih članaka (fotonaponski članak), kojih je najčešće oko 36, serijski povezanih, stvarajući module nominalnog napona od 12 V. Svaki pojedini fotoelektrični članak ima maksimalni izlazni napon od 600 do 700 mV, pa se fotoelektrični članci serijski povezuje stvarajući module nominalnog napona od 12 V. Snaga koju proizvodi jedan fotonaponski članak je relativno mali, pa se u praksi više članaka povezuju u grupu čime se formira fotonaponski članak, a više fotonaponskih članaka čini jedan fotonaponski modul ili solarni panel ili fotonaponsku ploču. Kada se poveže više sunčevih panela dobije se polje fotonaponskih ploča, koji je dio solarne fotonaponske elektrane.
Energija Sunčevog zračenja koja dospije na Zemlju 10 000 puta je veća od energije potrebne da zadovolji potrebe čovečanstva, u razdoblju od jedne godine. Kada bi se promatralo da na jednom četvornom metru dospije 100 kWh godišnje, bilo bi potrebno prekriti površinu od 150 x 150 km2 da bi se dobila energija jednaka potrošnji za godinu dana (podatak iz 2001.). Danas se sve više počinje s primjenom sunčevih fotonaponskih elektrana u industrijske svrhe, čak i u onim državama koje su bogate naftom. Čak je i Vatikan ugradio 2400 - 2700 fotonaponskih ploča na svojim krovovima, pri čemu će spriječiti emisiju CO2 od 210 tona ili potrošnju 70 tona lož ulja za samo dva tjedna potrošnje.

## Fotonaponski članci
Fotonaponski članci se sastoje od dva različito nabijena poluvodiča između kojih, kada su izloženi Sunčevom svijetlu, teče električna struja. Zatvorimo li strujni krug između fotonaponske ploče i nekog potrošača, npr. električne žarulje, električna struja će poteći i potrošač će biti opskrbljen električnom energijom, odosno žarulja će zasvijetliti.
Fotonaponske ploče su zapravo poluvodički elementi koji direktno pretvaraju energiju sunčeva zračenja u električnu energiju. Stupanj iskorištenja im je od 10% za jeftinije izvedbe s amorfnim silicijem, do 25% za skuplje izvedbe. Za sada su još uvijek ekonomski neučinkoviti jer im je cijena oko 6000 $/kW. Fotonaponske ploče mogu se koristiti kao samostalni izvori energije ili kao dodatni izvor energije. Kao samostalni izvor energije koristi se npr. na satelitima, cestovnim znakovima, kalkulatorima i udaljenim objektima koji zahtijevaju dugotrajni izvor energije. U svemiru je i snaga sunčeva zračenja puno veća jer Zemljina atmosfera upija veliki dio zračenja, pa je i dobivena energija veća. Kao dodatni izvori energije fotonaponske ploče mogu se na primjer priključiti na električnu mrežu.

## Povijest
Fotoelektrični učinak ili fotoefekt počeo je 1839. promatrati Alexandre-Edmond Becquerel i na početku 20. stoljeća bio je predmetom mnogih istraživanja. Jedina Nobelova nagrada koju je dobio Albert Einstein bila je za istraživanje fotoefekta. 1954. su Bell Labs u SAD-u predstavili prvi fotonaponski članak, koji je stvarao upotrebljivu količinu električne energije, a do 1958. počelo je ugrađivanje u komercijalne aplikacije (osobito za svemirski program).
Do kraja 2009., u svijetu je instalirano blizu 23 GW fotonaponskih sustava. U ugradnji fotonaponskih sustava prednjači Europa u kojoj je instalirano 16 GW i koja obuhvaća oko 70 % ukupno ugrađenih sustava, zatim slijedi Japan s 2,6 GW, SAD s 1,6 GW i ostalo otpada na ostatak svijeta. Europsko udruženje industrije fotonapona ili EPIA (engl. European Photovoltaic Industry Association), koje broji preko 200 tvrtki u svijetu koje se bave industrijom fotonaponske tehnologije (95 % europskih tvrtki, odnosno 80 % svjetskih), dalo je jasnu poruku i predviđanja do 2014. godine s pogledom i do 2020. odnosno 2040. godine. EPIA predviđa (a sve što su do sada prognozirali, uveliko se i nadmašilo) da će sunčeva fotonaponska tehnologija do 2020. pokriti 12 % potrošnje električne energije u Europskoj uniji, a 2040. godine čak 28 %.
U Europi prednjači Njemačka, koja je 2009. ugradila novih 3 800 MW, što je 53 % fotonaponskih sustava ugrađenih u svijetu, odnosno 68 % ugrađenih fotonaponskih sustava u Europi te godine. Njemačka je s ukupnih 10 000 MW fotonaponskih sustava uvjerljivo na prvom mjestu, ne samo u Europi nego i u svijetu. Iza Njemačke, s 3 800 MW u 2009., dolazi Italija s 730 MW, Češka s 411 MW, Belgija s 292 MW, Francuska s 185 MW itd. U slučaju veće političke odgovornosti prema globalnom zatopljenju i klimatskim promjenama, te uz političku potporu prema fotonaponskim tehnologijama, europsko bi tržište fotonapona zabilježilo rast s 5,6 GW u 2009. na 13,5 GW u 2014.
U Republici Hrvatskoj nalaze se tri tvornice fotonaponskih ploča godišnjeg kapaciteta oko 90 MW, od kojih dvije nabavljaju sunčeve fotonaponske članke i proizvode fotonaponske ploče i jedna koja proizvodi kompletne fotonaponske ploče iz amorfnog silicija. Tvrtke koje nabavljaju sunčeve članke i proizvode fotonaponske panele su Solaris d.o.o. iz Novigrada, godišnjeg kapaciteta 70 MW fotonaponskih ploča i tvrtka Solvis d.o.o. iz Varaždina, godišnjeg kapaciteta 20 MW fotonaponskih modula. Treća je tvrtka Solarne ćelije d.d. koja se nalazi u Splitu, godišnjeg kapaciteta oko 1 MW fotonaponskih modula. S obzirom na porast tržišta u Hrvatskoj i ubrzani razvoj fotonaponske tehnologije, te će tvrtke sigurno povećavati i svoje kapacitete.

## Način rada fotonaponskih ploča
Fotonaponska ploča napravljena je tako da se, kada je osvijetlimo, na njezinim krajevima javlja elektromotorna sila (napon). Kada se fotonaponska ploča (PN-spoj) osvijetli, apsorbirani fotoni proizvode parove elektron - šupljina. Ako apsorpcija nastane daleko od PN-spoja, nastali par ubrzo se rekombinira. Međutim, nastane li apsorpcija unutar ili u blizini PN-spoja, unutrašnje električno polje, koje postoji u osiromašenom području, odvaja nastali elektron i šupljinu – elektron se giba prema N - strani, šupljina prema P - strani. Takvo skupljanje elektrona i šupljina na odgovarajućim stranama PN - spoja uzrokuje elektromotornu silu na krajevima članka. Kada se članak osvijetli, kontakt na P - dijelu postaje pozitivan, a na N - dijelu negativan. Ako su kontakti članka spojeni s vanjskim trošilom, poteći će električna struja. Kada je fotonaponska ploča spojena s vanjskim trošilom i osvijetljena, u ploči će zbog fotonapona nastajati fotostruja, te će vanjskim trošilom teći električna struja, jednaka razlici struje diode i fotostruje.

### Građa silicijeve fotonaponske ploče
Pomoću fotoefekta može se sunčeva energija izravno pretvoriti u električnu u fotonaponskim pločama. Kada fotonaponska ploča apsorbira sunčevo zračenje, fotoefektom se na njezinim krajevima proizvede elektromotorna sila i fotonaponski članak postaje izvor električne energije. Fotonaponski članak je PN - spoj (dioda). U silicijskom fotonaponskom članke na površini pločice P - tipa silicija ubačene su primjese npr. fosfor, tako da na tankom površinskom sloju nastane područje N - tipa poluvodiča. Da bi se skupili naboji nastali apsorpcijom fotona iz sunčeva zračenja, na prednjoj površini nalazi se metalna rešetka, a stražnja strana je prekrivena metalnim kontaktom. Rešetkasti kontakt na prednjoj strani načinjen je tako da ne prekrije više od 5 % površine, te on gotovo i ne utječe na apsorpciju sunčeva zračenja. Prednja površina članka može biti prekrivena i prozirnim antirefleksijskim slojem koji smanjuje refleksiju sunčeve svjetlosti i tako povećava djelotvornost članka.

## Vrste fotonaponskih ploča
Fotonaponske ploče iz silicija se izvode u više morfoloških oblika kao monokristalne, polikristalne i amorfne.

### Monokristalne Si ploče
Ovaj tip ploče može pretvoriti 1000 W/m2 sunčevog zračenja u 140 W električne energije, s površinom ploče od 1 m2. Za proizvodnju monokristalnih Si članaka potreban je apsolutno čisti poluvodički materijal. Monokristalni štapići se izvade iz rastaljenog silicija i režu na tanke pločice. Takav način izrade omogućuje relativno visoki stupanj iskorištenja.

### Polikristalne Si ploče
Ovaj tip ploče može pretvoriti 1000 W/m2 sunčevog zračenja u 130 W električne energije s površinom ploče od 1 m2. Proizvodnja ovih ploča je ekonomski efikasnija u odnosu na monokristalne. Tekući silicij se ulijeva u blokove koji se zatim režu u ploče. Tijekom skrućivanja materijala stvaraju se kristalne strukture različitih veličina, na čijim granicama se pojavljuju greške, pa zbog tog razloga sunčev fotonaponski članak ima manji stupanj iskorištenja.

### Amorfne Si ploče
Ovaj tip ploče može pretvoriti 1000 W/m2 sunčevog zračenja u 50 W električne energije s površinom članka od 1 m2. Ako se tanki film silicija stavi na staklo ili neku drugu podlogu, to se naziva amorfna ili tankoslojni članak. Debljina sloja iznosi manje od 1 μm, stoga su troškovi proizvodnje manji u skladu s niskom cijenom materijala. Međutim stupanj iskorištenja amorfnih članaka je puno niži u usporedbi s drugim tipovima članaka. Prvenstveno se koristi u opremi gdje je potrebna mala snaga (satovi, džepna računala) ili kao element fasade na zgradama.

### Galij arsenidne GaAs ploče
Galij arsenid je poluvodič napravljen iz mješavine galija Ga i arsena As. Pogodan je za upotrebu u višeslojnim i visoko učinkovitim pločama. Širina zabranjene vrpce (engl. band gap) je pogodna za jednoslojne sunčeve članke. Ima visoku apsorpciju, pa je potrebna debljina od samo nekoliko mikrometara da bi apsorbirao sunčeve zrake. Relativno je neosjetljiv na toplinu u usporedbi sa silicijevim pločama, te na zračenja. Zbog visoke cijene koristi se u svemirskim programima i u sustavima s koncentriranim zračenjem, gdje se štedi na člancima. Projekti koncentriranog zračenja su još u razdoblju istraživanja. Galij indijum fosfidna/galij arsenid (GaInP)/GaAs dvoslojna članaka ima stupanj iskorištenja od 30% i koristi se u komercijalne svrhe za svemirske aplikacije. Ovaj tip ploče može pretvoriti 1000 W/m2 sunčevog zračenja u 300 W električne energije s površinom članaka od 1 m2.

### Kadmij telurijeve CdTe ploče
Ovaj tip ploče može pretvoriti 1000 W/m2 sunčevog zračenja u 160 W električne energije s površinom ploče od 1 m2 u labaratorijskim uvjetima. Kadmij teleurid je spoj elementa: metala kadmija i polumetala telurija. Pogodan za upotrebu u tankim fotonaponskim modulima zbog fizikalnih svojstava i jeftinih tehnologija izrade. Usprkos navedenim prednostima zbog kadmijeve otrovnosti i sumnje na kancerogenost nije u širokoj upotrebi.

## Primjena fotonaponskih ploča
Područje primjene fotonaponskih ploča je ograničeno s relativno malom snagom po četvornom metru ploče. Tehničkim rješenjima možemo oblikovati ploču s naglaskom na naponu ili jakosti struje po četvornom metru. S obzirom na međusobnu zavisnost P = U * I postoji idealna radna točka kada je taj umnožak najveći, odnosno Pmax za zadano osvjetljenje, tako da postoje sustavi regulacije koji osiguravaju Pmax. Svoju trenutačno najrašireniju primjenu ostvaruje kao izvor napajanja za elektroničku opremu, prvenstveno pri svemirskim istraživanjima. Fotonaponski sustavi s baterijom za skladištenje energije je jednostavan i pouzdan samostalan sustav, često najprikladniji kada su ostali izvori električne energije nepristupačni, nepoželjni ili preskupi.
Tipične primjene su:
- opskrba električnom energijom udaljenih domova i gospodarstava
- primjene u telekomunikaciji – udaljene repetitorske instalacije
- katodna zaštita cjevovoda
- navodnjavanje

Veličine ovakvih sustava su 10 W do 10 kW vršne snage. Sustav od 10 kW vršne snage obično se sastoji od 100 m2 sunčevih ploča.

### Prednosti upotrebe fotonaponskih sustava
Tehnologija fotonaponskih sustava je dokazana u komercijalnim svrhama, a prednosti su joj:
- visoka pouzdanost
- niski troškovi rada i najekonomičniji izvor energije
- minimalna potreba za održavanjem i bez potrebe za nadolijevanjem bilo kakvog goriva
- najbolji gradski obnovljivi izvor energije
- jednostavna mehanika, nema pokretnih dijelova koji su potrebni za rad sustava
- primjenjivost sustava praktički bilo gdje na Zemlji
- ne buče i ne zagađuju okoliš
- pružaju mogućnost uvođenja električne energije na mjestima gdje bi to inače bilo preskupo ili čak neizvodivo.

## Utjecaj na okoliš
Sam rad sunčevih fotonaponskih ploča ne opterećuje prirodni okoliš. Pri radu fotonaponskih ploča ne proizvode se staklenički plinovi. Da se električna energija nije proizvela u fotonaponskim pločama, morala bi se proizvesti iz nekog od konvencionalnog izvora električne energije (npr. u termoelektrani),koja pritom proizvodi stakleničke plinove. Zbog toga sunčeve fotonaponske ploče imaju pozitivan utjecaj na okoliš, a njihovom upotrebom smanjuju se emisije stakleničkih plinova.
Ono što u fotonaponskoj tehnologiji opterećuje okoliš jest proizvodnja fotonaponskih ploča, te uporaba toksičnih materijala poput kadmija. Postupak dobivanja silicija, kao najčešćeg materijala od kojega se izrađuju fotonaponske ploče, energetski je vrlo zahtjevan. O tome
najbolje govori činjenica da vrijeme povrata uložene energije za proizvodnju fotonaponskih ploča od kristalnog silicija iznosi oko 3 godine. To se može ublažiti upotrebom drugačijih tehnologija, poput tehnologije tankog filma.
Loša strana, što se tiče utjecaja na okoliš, je to što je potrebno zauzeti vrlo veliku površinu za ugradnju elektrana, kako bi se osigurala dovoljna količina električne energije. Primjerice, da bi se iz fotonaponskih ploča proizvelo tokom jedne godine jednako energije koliko je iznosila godišnja potrošnja elektične energije 2006. u Hrvatskoj, potrebno bi bilo zauzeti površinu od oko 70 km2. Radi boljeg prikaza, toliku površinu imalo bi zemljište koje bi se protezala od Zagreba do Osijeka i bila široka oko 250 metara. Za izradu tako velikih kapaciteta bilo bi potrebno vrlo mnogo materijala. Pošto su neki od materijala za izradu fotonaponskih članaka otrovni, to bi predstavljalo rizik za okoliš. Osim toga površina ispod fotonaponskih članaka ne može se obrađivati, tako da je bolje da se fotonaponska postrojenja grade na neobradivim područjima kao što su pustinje i slično. Ovi negativni utjecaji na okoliš nikako se ne bi trebali podcjenjivati i zanemarivati.